# 梁乃予
梁乃予（1927年2月13日—2001年7月11日），字還我，號意古樓主，生於福建省閩侯縣永南里梁厝村，1946年來臺，為書畫篆刻藝術家與教育者。

## 生平
梁乃予自幼因家境富裕，得以閱覽家藏之名家字畫、古籍。七歲跟隨林德餘及黃于協先生啟蒙教授古文與算術:91。梁乃予成長於盛產壽山石且藝術盛行的福州，啟發其對於書畫及篆刻等藝術之興趣，並受近代書畫篆刻家陳子奮先生之影響:194。
十一歲時逢第二次中日戰爭開始，一面隨校遷徙，一面刻畫抗日海報、漫畫及愛國標語。1945年畢業於福建學院附中，1946年升大學一年級，6月遷徙來台而輟學，進入行政長官公署統計室:91，其後數度轉任各機關公職，至1989年自台北市政府新建工程處會計室退休:96，仍持續對書畫與篆刻修習創作。

## 藝術創作
梁乃予為台灣當代篆刻名家，金石篆刻作品之質與量受中、外人士賞識。來台後加入戴壽堪的「臺灣印學會」，後並與印友組織「海嶠印集」。1975年與同好成立「中華民國篆刻學會」，促進印壇的交流環境:69，並嘗試以甲骨文入印，為戰後渡海到台灣之篆刻家中甲骨文印創作數量最多者:193。
梁乃予之藝術創作，除擅長金石篆刻外，於繪畫、書法、美術設計及漫畫等領域皆有所展現:3-4，卻因其篆刻家的聲名較不為人注意:9。在繪畫方面，其自幼立志成為畫家:14，受陳子奮影響，到台灣之後與戴壽堪及李靈伽等人相交，活耀於「東冶藝集」（後為「八閩美術會」） :11。在美術設計部分，1950至1980年代於公餘時承接電影海報、廣告、商標、郵票等美術設計兼職工作:6，因當時未有電腦等工具輔助，一切皆為手工繪製，現存作品不多:37。書法創作，以高拜石為學習榜樣:52。在漫畫方面，自1952年轉任於美國駐華安全公署時，與漫畫家同事牛哥（李敬光）等人提倡以漫畫對社會時弊進行揭露與針砭，至1960年間為其漫畫作品最豐富之時期:21，如「浮生小記」、「浮生新記」、「信不信由你」、「望近鏡」、「新聞卡通」及「子曰篇」等，先後在《台灣新生報》的「周末漫畫」、「每週漫畫」及《自立晚報》的「星期畫刊」上發表:3-4，又因其扎實工筆人物技法及國學學養，畫風具獨特個人風格，當時漫畫原稿畫成後即交報社印製出刊，漫畫家及報社皆未特意保留原稿，梁乃予學生於梁乃予辭世後整理其作品及遺留文稿，發現近300幅漫畫剪報，加以整理後於2004年11月26日至12月26日由國立歷史博物館印製特刊並展出:196。
梁乃予於1973年啟動對於篆刻藝術之教育工作，先收數名國立藝專及政治大學學生為入室弟子，並受聘於民間各美術班與社團，1987年應聘國立藝專（後為國立臺灣藝術大學）美術科，至1998年因健康因素請辭。:98

## 外部連結
中國書法學會，書法展廳， 梁乃予 （页面存档备份，存于）